# Gruppo 4 (automobilismo)

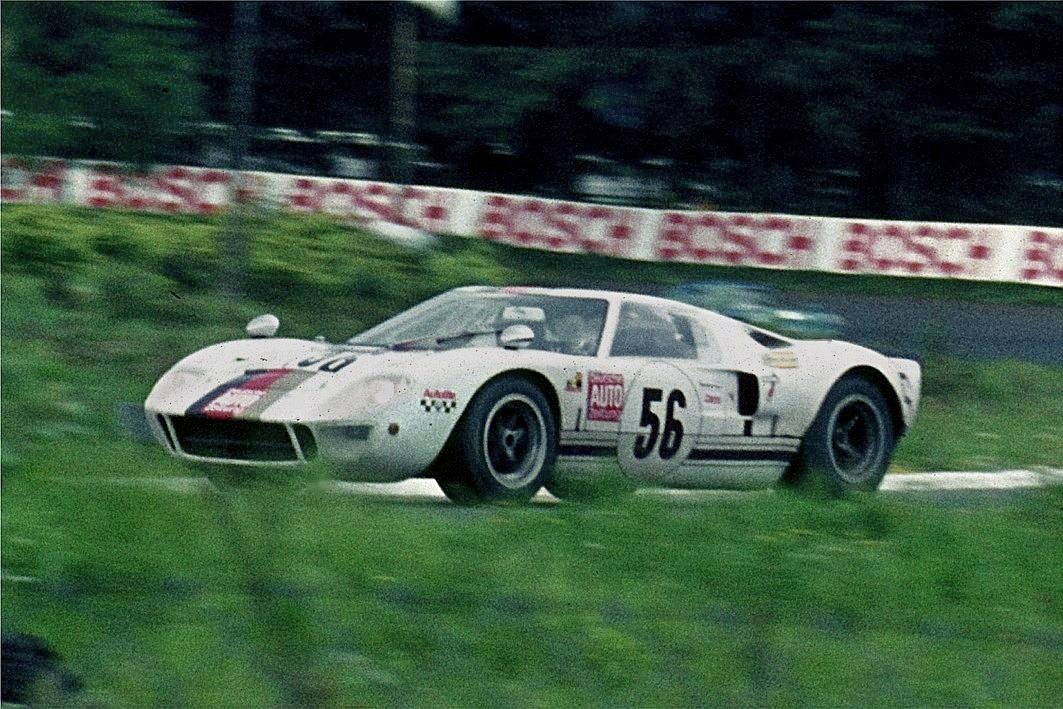
Una Ford GT40 in gara tra le Sports Car del Gruppo 4 alla 1000 km del Nürburgring del 1969

La classificazione Gruppo 4 fa riferimento ai regolamenti emessi dalla FIA
per le competizioni automobilistiche da essa sancite, quali ad esempio i Rally e le gare per le vetture Gran Turismo. Essa è rimasta in vigore fino al 1982, quando è stato introdotto il Gruppo B che, dopo un anno di affiancamento, rimase l'unico valido per i campionati mondiali.

## Requisiti di produzione

### Gli anni sessanta
Prima del 1966, il Gruppo 4 della FIA comprendeva le vetture sport costruite in conformità alle normative FIA Appendice C. Rientravano in quel Gruppo 4 anche le vetture Turismo di serie, Turismo modificate e Gran Turismo che fossero state elaborate oltre i limiti concessi dai rispettivi Gruppo 1, Gruppo 2 e Gruppo 3 in cui erano state omologate in precedenza.
Nel 1966, una revisione delle categorie FIA ha ridefinito il Gruppo 4 "Sports Cars" in modo tale che ora le vetture in esso incluse erano soggette a un requisito minimo di produzione di 50 unità in 12 mesi consecutivi e dovevano essere dotate di tutti gli equipaggiamenti necessarie per la circolazione sulle strade pubbliche. Nel 1968 fu aggiunto un limite di cilindrata di 5000 cm³ e il requisito di produzione fu abbassato a 25 unità
L'edizione 1969 dell'Allegato J del Codice Sportivo Internazionale della FIA definiva una nuova classificazione dei Gruppi, così come riportato di seguito (i numeri tra parentesi indicano il numero minimo di esemplari da produrre in 12 mesi consecutivi

Categoria A (derivate dalla serie)
- Gruppo 1: Vetture turismo di serie (5.000)
- Gruppo 2: Vetture turismo speciali (1.000)
- Gruppo 3: Vetture Gran Turismo (500)
- Gruppo 4: Vetture Sport (25)

Categoria B (vetture speciali - nessuna produzione in serie richiesta)
- Gruppo 5: Special touring cars
- Gruppo 6: Vetture Sport-prototipo

Categoria C (vetture da corsa)
- Gruppo 7 : Biposto da corsa
- Gruppo 8 : Monoposto formula
- Gruppo 9 : Formula libera

Retroscena del cambio regolamentare
Nel 1967, con l'intenzione di ridurre le velocità raggiunte a Le Mans e sugli altri circuiti veloci di quell'epoca dai prototipi di Gruppo 6 (che non avevano limite di cilindrata) quali, ad esempio, quelli della Ford dotati di motori da 7 litri e allo scopo di coinvolgere nelle gare di durata le case costruttrici dei motori da 3 litri utilizzati in Formula Uno, la Commissione Sportiva Internazionale (C.S.I. - all'epoca il settore indipendente della FIA dedicato alle competizioni) annunciò l'istituzione di un nuovo Campionato Internazionale Marche. Tale competizione si sarebbe disputata nelle quattro stagioni sportive che andavano dal 1968 al 1971 e vi avrebbero gareggiato gli Sportprototipi di Gruppo 6 con cilindrata limitata a 3 litri.
Ben conscia che pochi costruttori fossero già pronti a misurarsi con tale sfida, la Commissione permise di competere per il titolo anche alle vetture Sport di Gruppo 4, purché prodotte almeno in 50 esemplari. Tale deroga era stata pensata per allargare la rosa dei concorrenti a vetture già esistenti, come la ormai vetusta Ford GT40 MK I e la più recente Lola T70 coupé.

Nell'aprile 1968 la CSI annunciò che, visto lo scarso numero di iscrizioni ricevute per la categoria degli Sportprototipi di Gruppo 6 di 3 litri di cilindrata, a partire dalla stagione 1969 sarebbero bastati 25 esemplari prodotti, anziché 50, per competere nel Gruppo 4 del mondiale fino alla fine del ciclo regolamentare, fissato al 1971.

Tale mossa mirava a permettere l'omologazione nel Gruppo 4 di automobili come la Ferrari 250 LM e la Lola T70, che non erano ancora state prodotte nel numero richiesto di pezzi (sebbene venissero contati anche gli esemplari in versione aperta della Lola T70 per le gare Can-Am).
A partire dal luglio 1968 la Porsche sostenne un sorprendente sforzo tecnico ed economico per trarre vantaggio da tale modifica regolamentare; decisero di concepire, progettare e realizzare 25 esemplari di una vettura completamente nuova per la categoria Sport che avesse un obiettivo sottinteso: ottenere la prima vittoria assoluta di una Porsche alla 24 Ore di Le Mans. In soli dieci mesi la Porsche 917 fu sviluppata a partire dalla Porsche 908 con tecnologie di punta: il primo motore Porsche a 12 cilindri e un esteso utilizzo di titanio, magnesio e leghe esotiche mutuate dalle esperienze della Casa con le leggerissime vetture per le cronoscalate.

Alla prima ispezione da parte dei commissari della CSI, solo tre vetture erano complete, mentre 18 erano ancora in linea di produzione ed erano presenti scocche e pezzi per altri sette esemplari: l'omologazione fu rifiutata nonostante le valide argomentazioni addotte dalla Porsche e fu concessa solo il 20 aprile, quando Ferdinand Piëch mostrò loro 25 917 parcheggiate davanti alla sua fabbrica.

Nel giugno 1969, Enzo Ferrari cedette metà della sua azienda alla FIAT e con quel denaro costruì 25 vetture spinte da un motore V12 di 5 litri per poter competere ad armi pari con la Porsche. Gli ci vollero nove mesi per produrre 25 512S, gran parte delle quali sarebbero state vendute a team privati per la stagione 1970. Questi erano la Scuderia Filipinetti, la N.A.R.T., l'Écurie Francorchamps, la Scuderia Picchio Rosso, il Gelo Racing Team e la Escuderia Montjuich; Porsche si appoggiava invece alle scuderie JWA Gulf e KG Salzburg (emanazione austriaca della casa, in seguito sostituita dalla Martini Racing) che godevano del supporto diretto della casa madre e a team privati come la AAW Shell Racing e il David Piper Racing.

### Gli anni settanta
Per il 1970 la categoria delle "vetture sport" a tiratura limitata fu rinominata Gruppo 5 anziché Gruppo 4 e nello stesso anno, il Gruppo 4 divenne la categoria delle Gran Turismo Speciali prodotte in almeno 500 esemplari in 12 mesi consecutivi.
Per il 1971, la suddivisione dei Gruppi FIA era la seguente:

Categoria A: Vetture omologate di produzione (tra parentesi il numero minimo di esemplari da produrre, in 12 mesi consecutivi, per ottenere l'omologazione):
- Gruppo 1: Vetture Turismo di Serie (5000).
- Gruppo 2: Vetture Turismo (1000).
- Gruppo 3: Vetture Gran Turismo di Serie (1000).
- Gruppo 4: Vetture Gran Turismo (500).
- Gruppo 5: Vetture Sport (25).

Categoria B: Vetture Speciali:
- Gruppo 6: Vetture Sport-Prototipi.

Categoria C: Vetture da Corsa:
- Gruppo 7: Vetture Corsa biposto.
- Gruppo 8: Vetture Corsa di Formula.
- Gruppo 9: Vetture Corsa di Formula libera.

Nel 1976, il requisito di produzione per il Gruppo 4 fu ridotto a 400 esemplari in 24 mesi.

## Competizioni

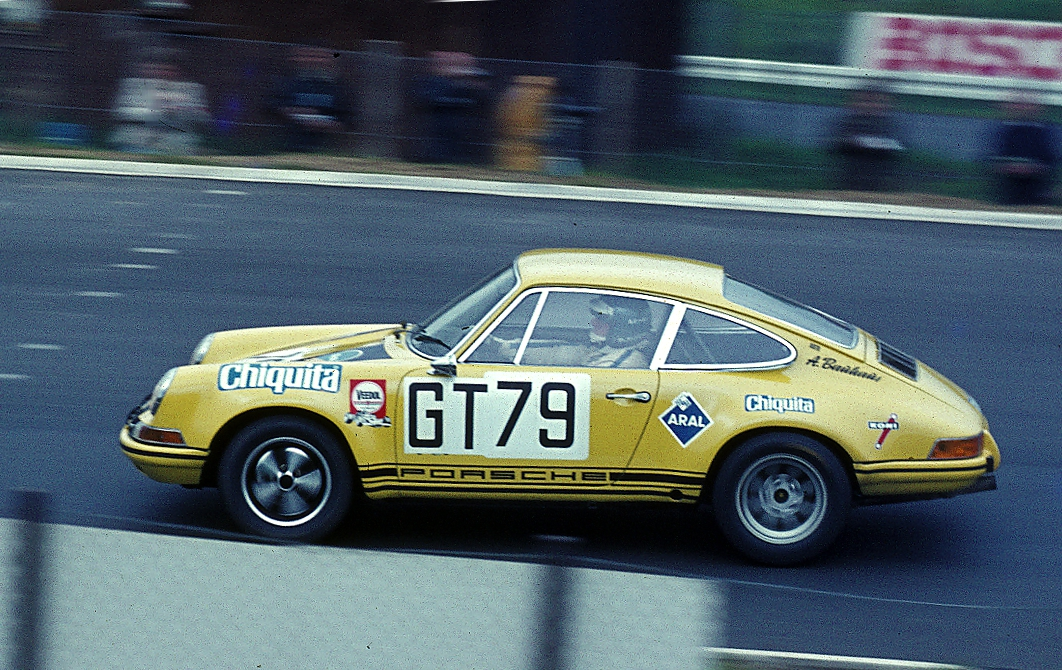
Una Porsche 911 in gara nel Gruppo 4 "Special Grand Touring Car" alla 1000 km del Nürburgring del 1970

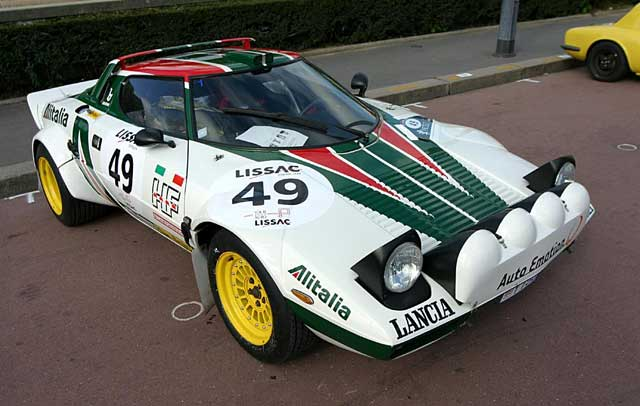
Una Lancia Stratos. Iscritta nel Gruppo 4, la Stratos portò la Lancia a vincere il Campionato del mondo rally nel 1974, 1975 e 1976

### In circuito
Nel 1966 e 1967 le vetture sport del Gruppo 4 ebbero un ruolo secondario rispetto ai prototipi del Gruppo 6. Mentre i prototipi come le Ford GT40 Mk II & Mk IV dotate di motori da 7,0 litri lottavano per la vittoria assoluta, le GT40 Mk I spinte da motori di 4,7 litri competevano per la vittoria di classe del Gruppo 4. In realtà le due categorie gareggiavano per due diversi campionati: le Gruppo 6 per il Campionato Internazionale SportPrototipi e le Gruppo 4 per il Campionato Internazionale per vetture Sport.
Nel 1968 ci fu un cambio regolamentare che istituì il Campionato Internazionale Marche al posto dei due campionati succitati e impose il limite di 3 litri di cilindrata ai prototipi, ma le vetture Sport fino a 5000 cm³ potevano essere ancora iscritte e la loro produzione minima fu ridotta per la stagione 1969 a soli 25 di esemplari in 12 mesi. A questo punto, spinte da motori molto più grossi di quelli dei prototipi, le Sport potevano puntare in gara alla vittoria assoluta. La Ford GT40 ottenne la vittoria a Le Mans sia nel 1968 che nel 1969, mentre Porsche e Ferrari progettarono e produssero una tiratura limitata di 25 esemplari di vetture che esprimevano il meglio delle loro capacità tecniche: la Porsche 917 e la Ferrari 512.
Per la stagione 1970 la categoria delle vetture sport cambiò denominazione, assumendo quella di Gruppo 5, mentre il Gruppo 4 adesso comprendeva le Gran Turismo speciali, vetture derivate da modelli stradali come Ferrari 365 GTB/4, Porsche 911 Carrera RS e De Tomaso Pantera.
Come già detto, nel 1983 il Gruppo 4 fu sostituito dal Gruppo B sia nei rally che nelle competizioni per Gran Turismo dopo un anno di coabitazione.

### Rally
Il regolamento del Gruppo 4 fu anche utilizzato come base per il Campionato del mondo rally fino all'istituzione del Gruppo B e cioè dal campionato del mondo rally 1973 al campionato del mondo rally 1981 (nove stagioni e 99 gare in tutto).
Dalla metà degli anni settanta fino ai primo anni ottanta fu necessario produrre 400 esemplari identici per ottenere l'omologazione nel Gruppo 4. Esempi noti di vetture appartenenti a tale categoria sono la Ford Escort RS1800, la Fiat 131 Abarth Rally, la Lancia Stratos e l'Alpine-Renault A110 1800.